# Dicoma obconica
Dicoma obconica là một loài thực vật có hoa trong họ Cúc. Loài này được S.Ortiz mô tả khoa học đầu tiên năm 2002.